# 6687 Lahulla
A 6687 Lahulla (ideiglenes jelöléssel 1980 FN1) a Naprendszer kisbolygóövében található aszteroida. Claes-Ingvar Lagerkvist fedezte fel 1980. március 16-án.